# Săcălaia, Cluj

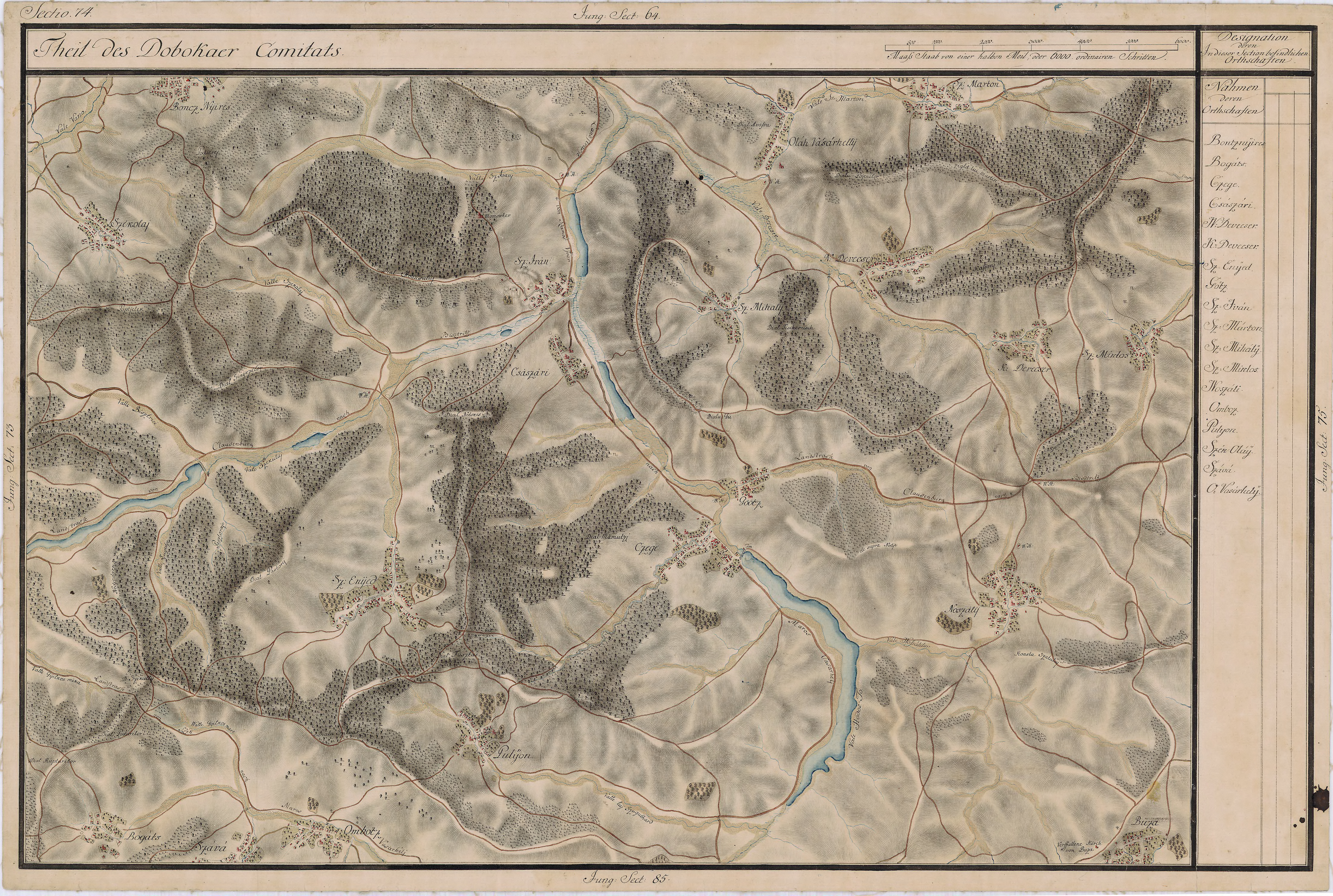
Săcălaia pe Harta Iosefină a Transilvaniei, 1769-73

Săcălaia (în maghiară Kisszék sau Szekuláj) este un sat în comuna Fizeșu Gherlii din județul Cluj, Transilvania, România.

## Istoric
Sat românesc, care a aparținut în Evul Mediu domeniului latifundiar din Sic.

## Date geologice
În perimetrul acestei localități s-a pus în evidență prezența unui masiv de sare gemă și a unor izvoare sărate. 

## Obiective turistice
- Lacul Știucii, monument al naturii și rezervație ornitologică. Fântâna sărată și "Lacul Știucii" (cu baza pe sare), de 22 ha, demonstrează existența unui masiv de sare apropiat de suprafață. Apa are un conținut bogat de sulf. Lacul este populat cu știucă.
- La 14 km se află Mănăstirea Nicula.

## Galerie de imagini

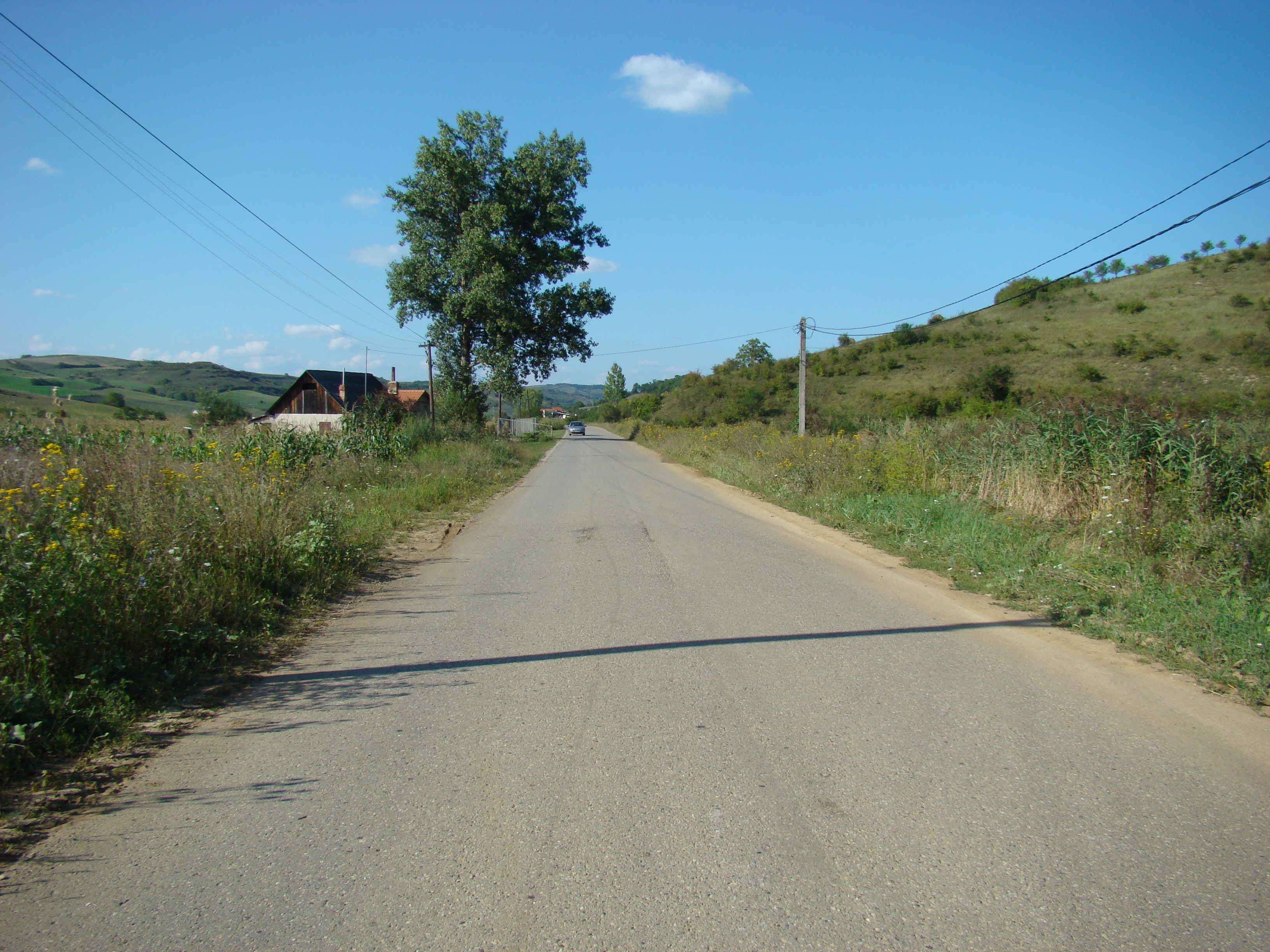
Drumul Bonț-Săcălaia
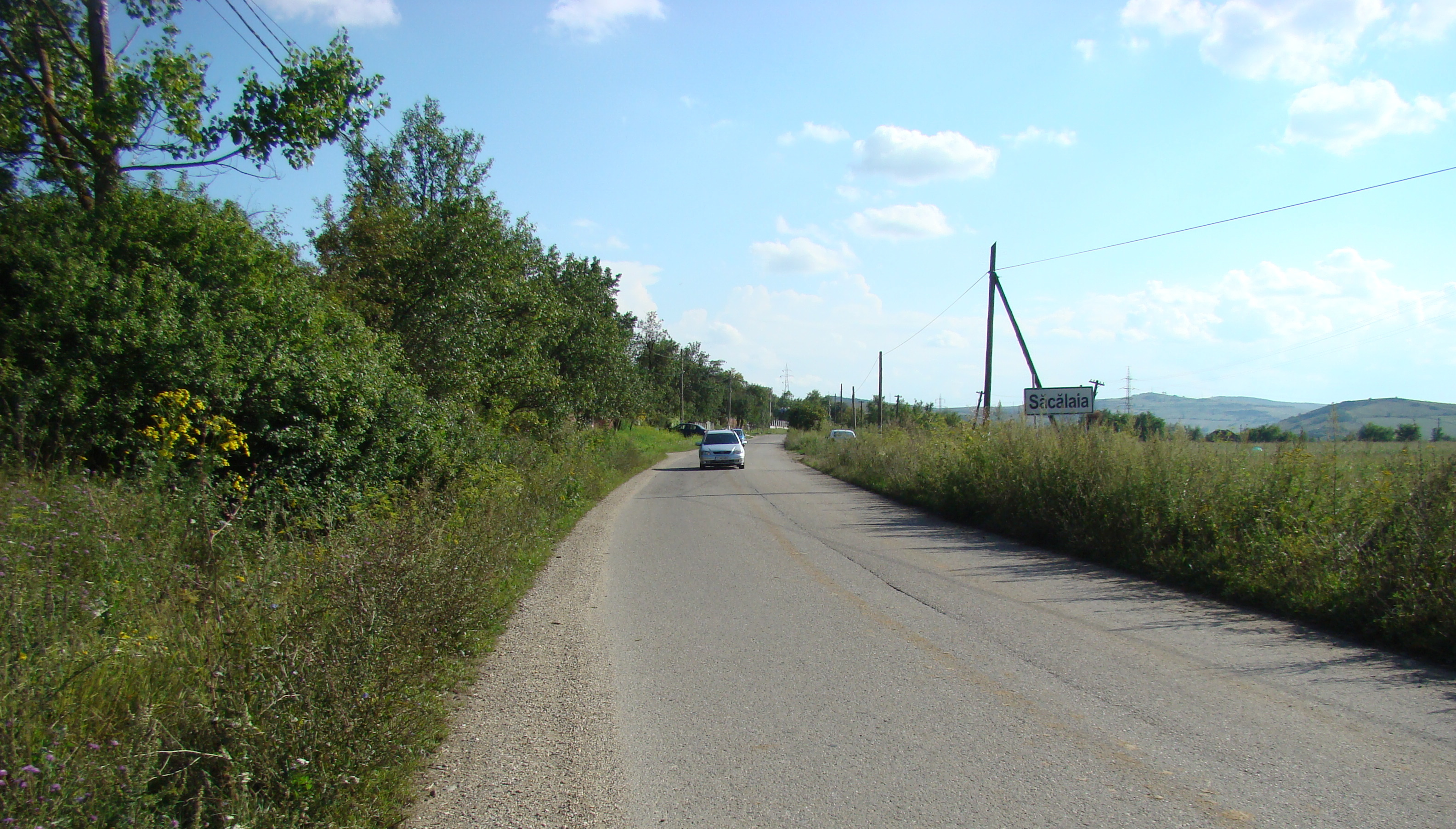
Intrarea în localitate
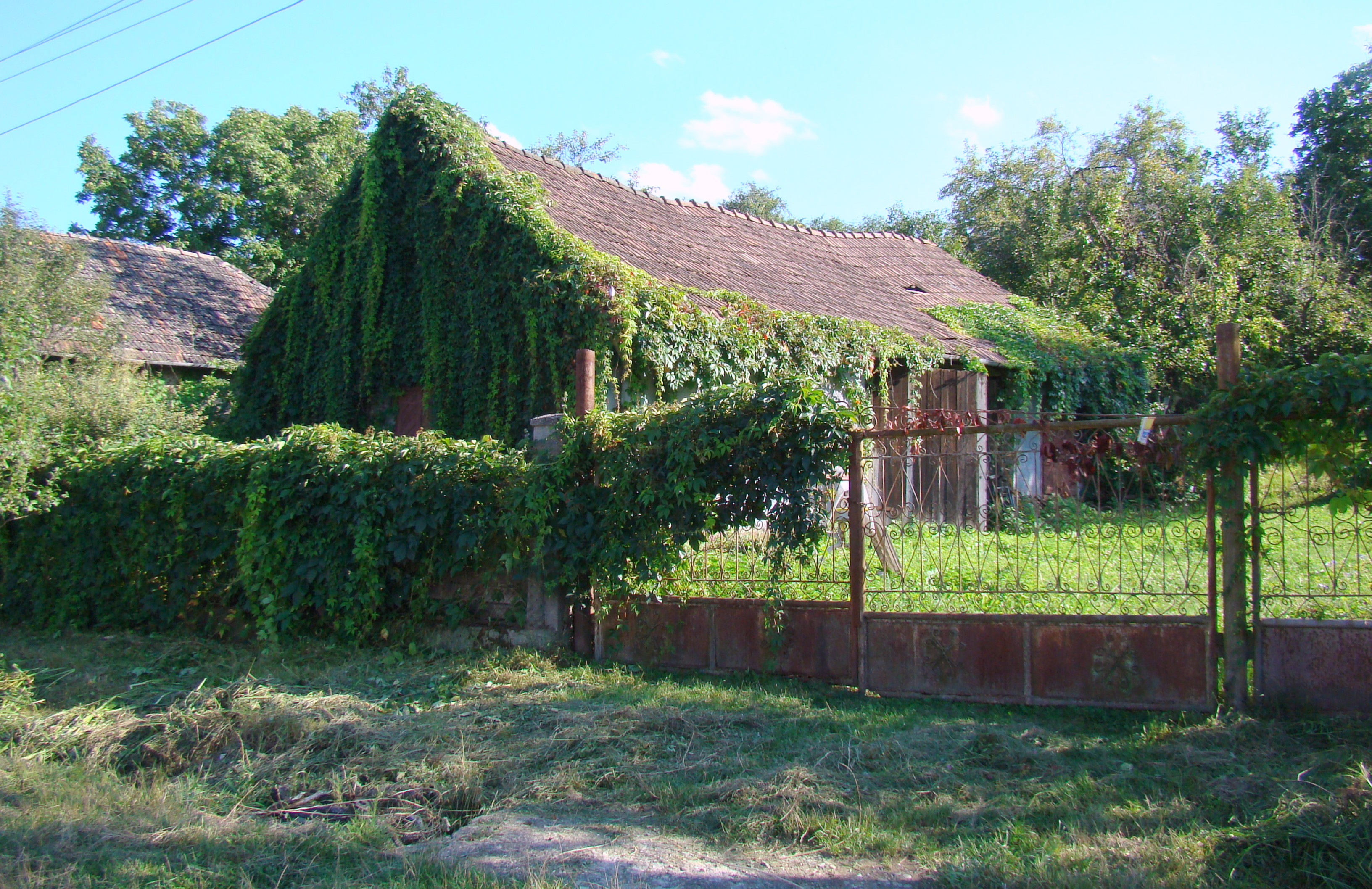
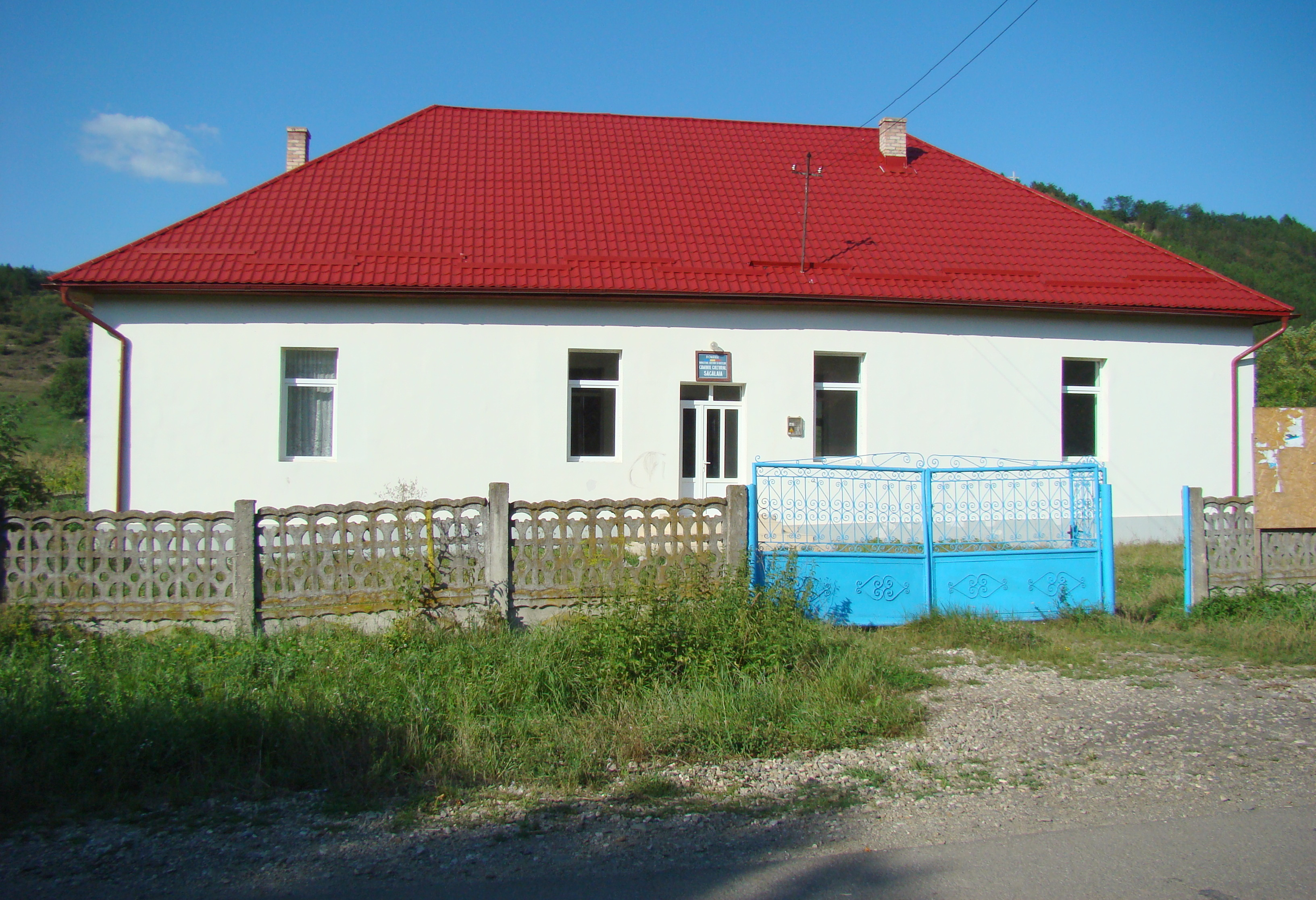
Căminul cultural
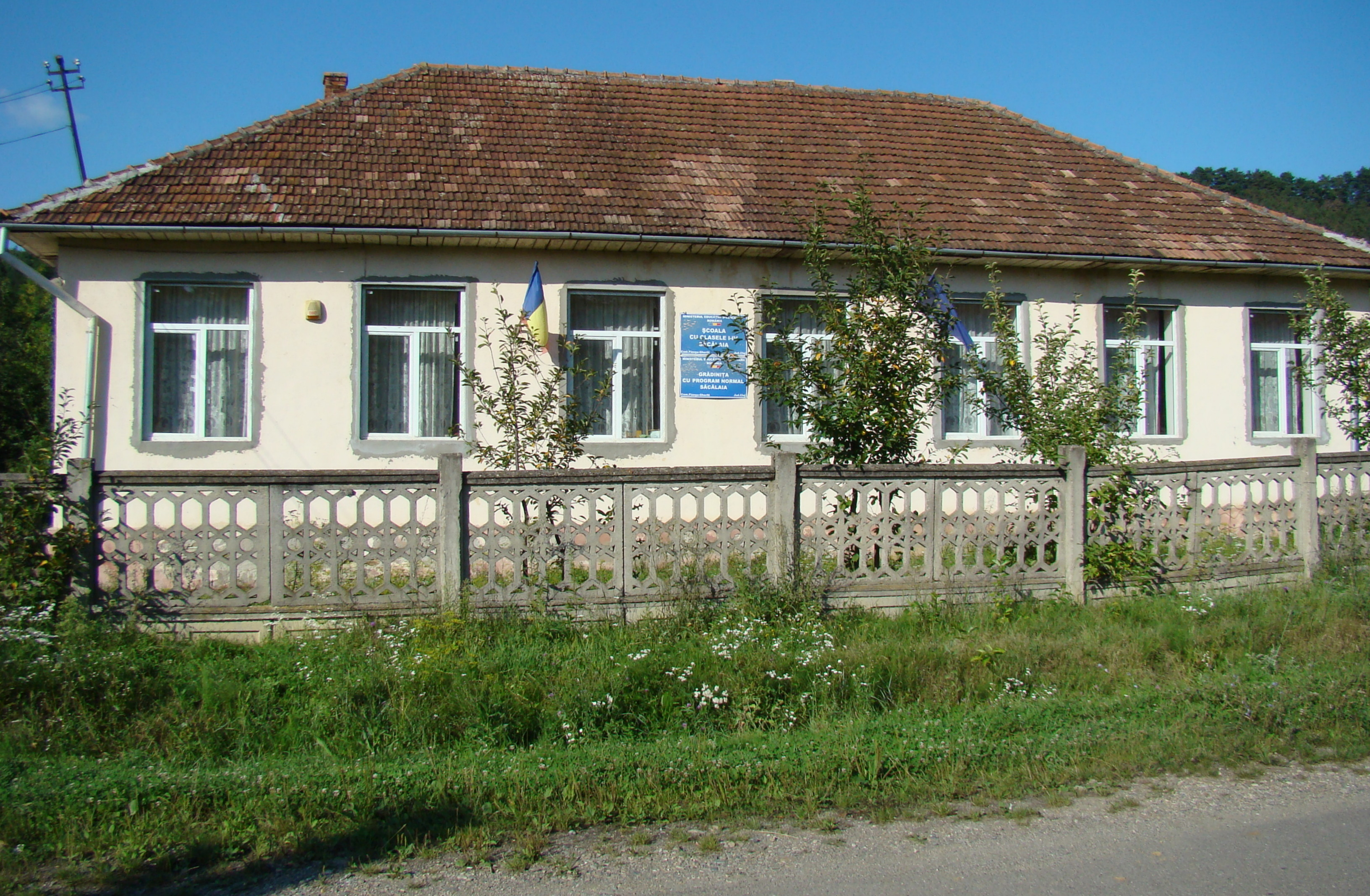
Școala
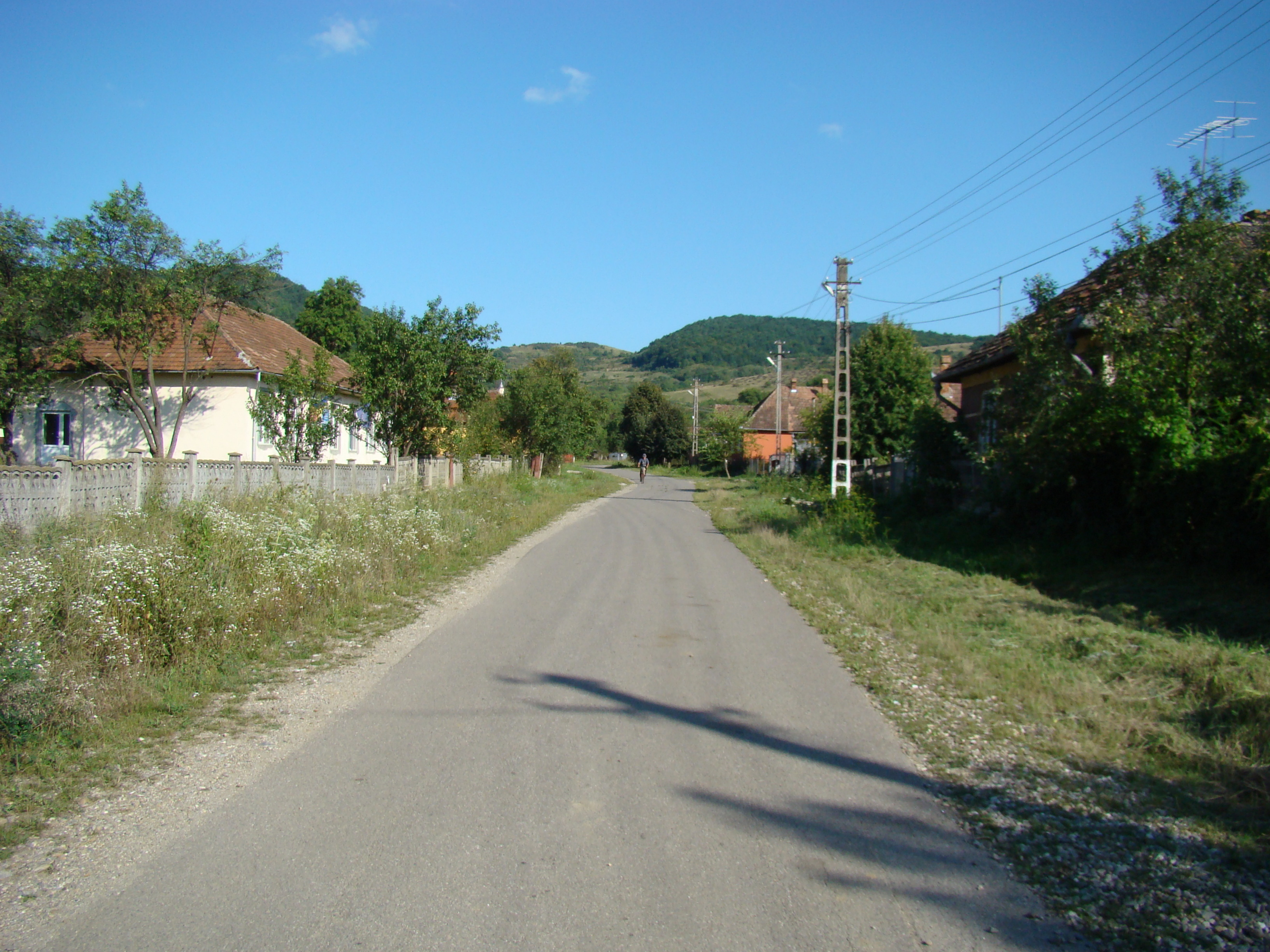
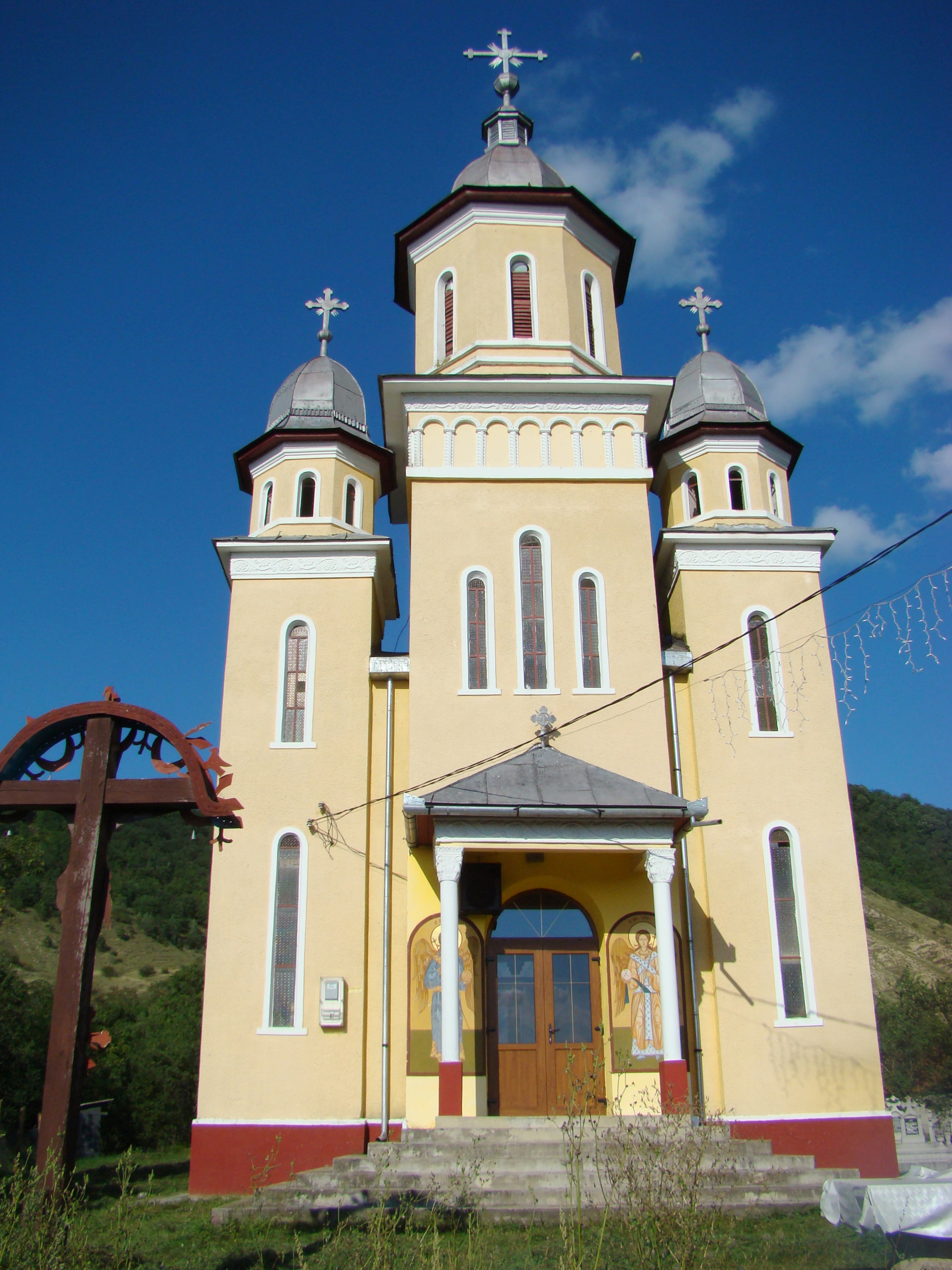
Biserica ortodoxă „Sfânta Treime”, sfinţită în 11 septembrie 1983 de Arhiepiscopul Teofil Herineanu
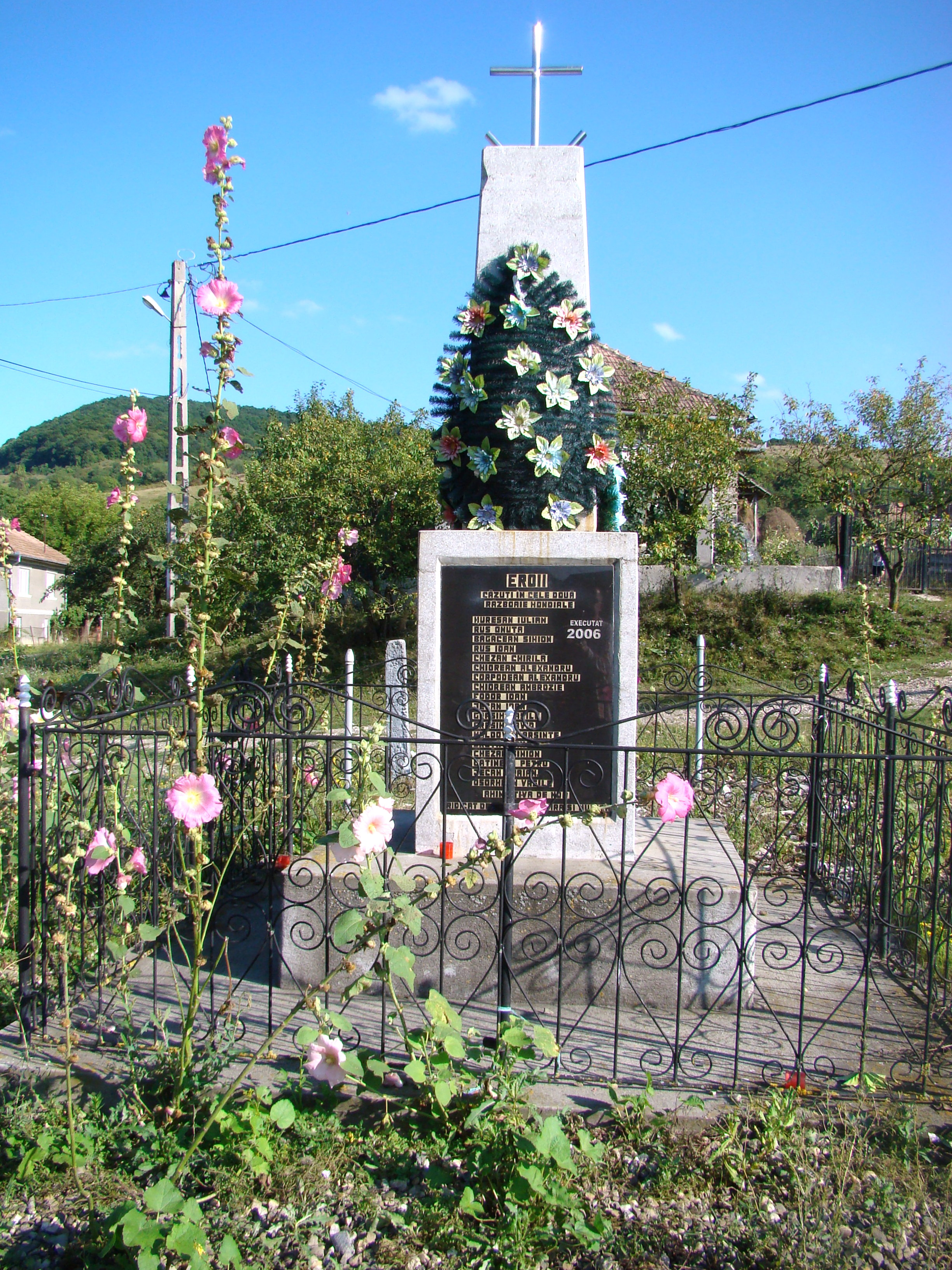
Monumentul Eroilor din satul Săcălaia
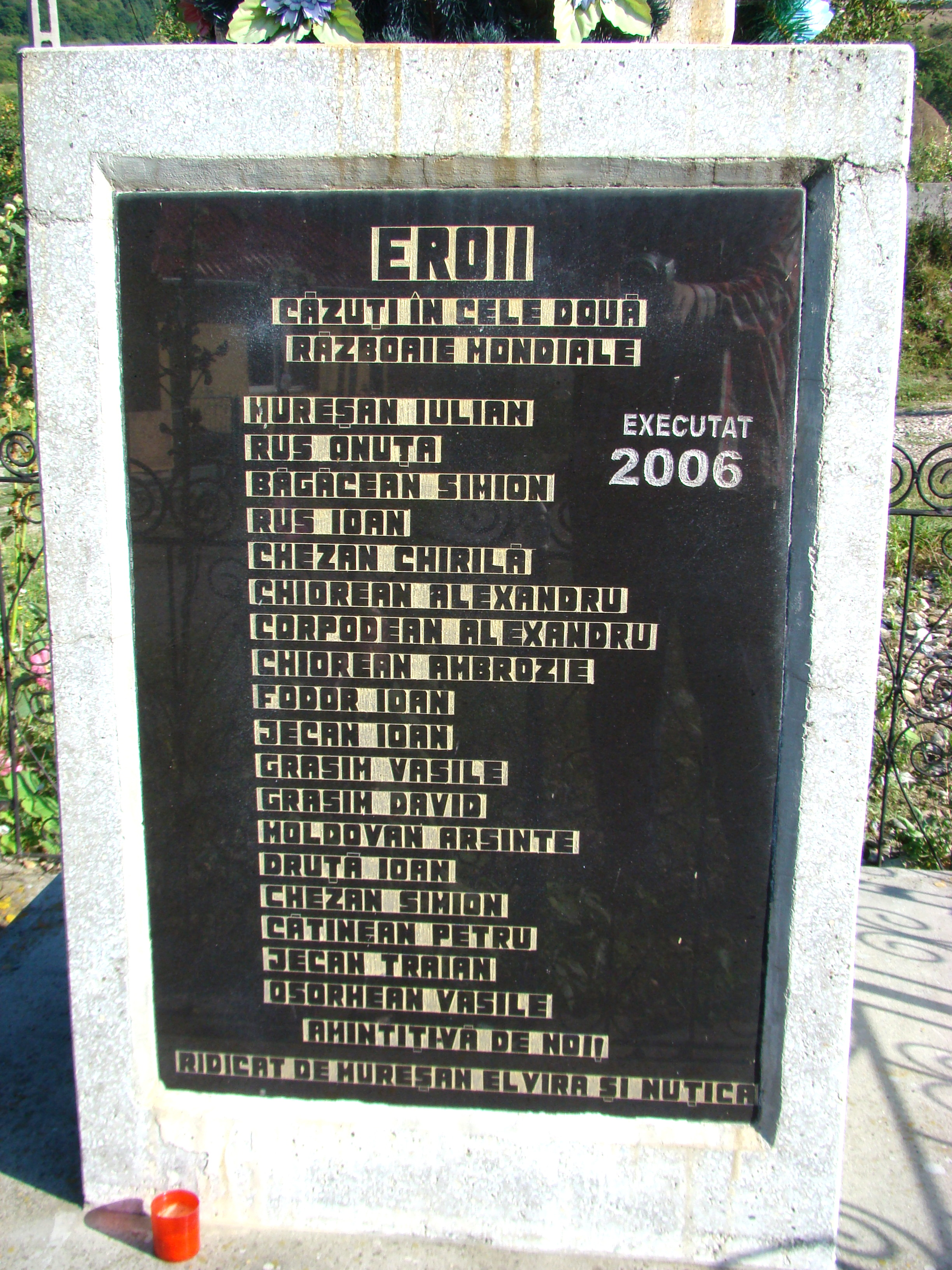
Monumentul Eroilor (detaliu)
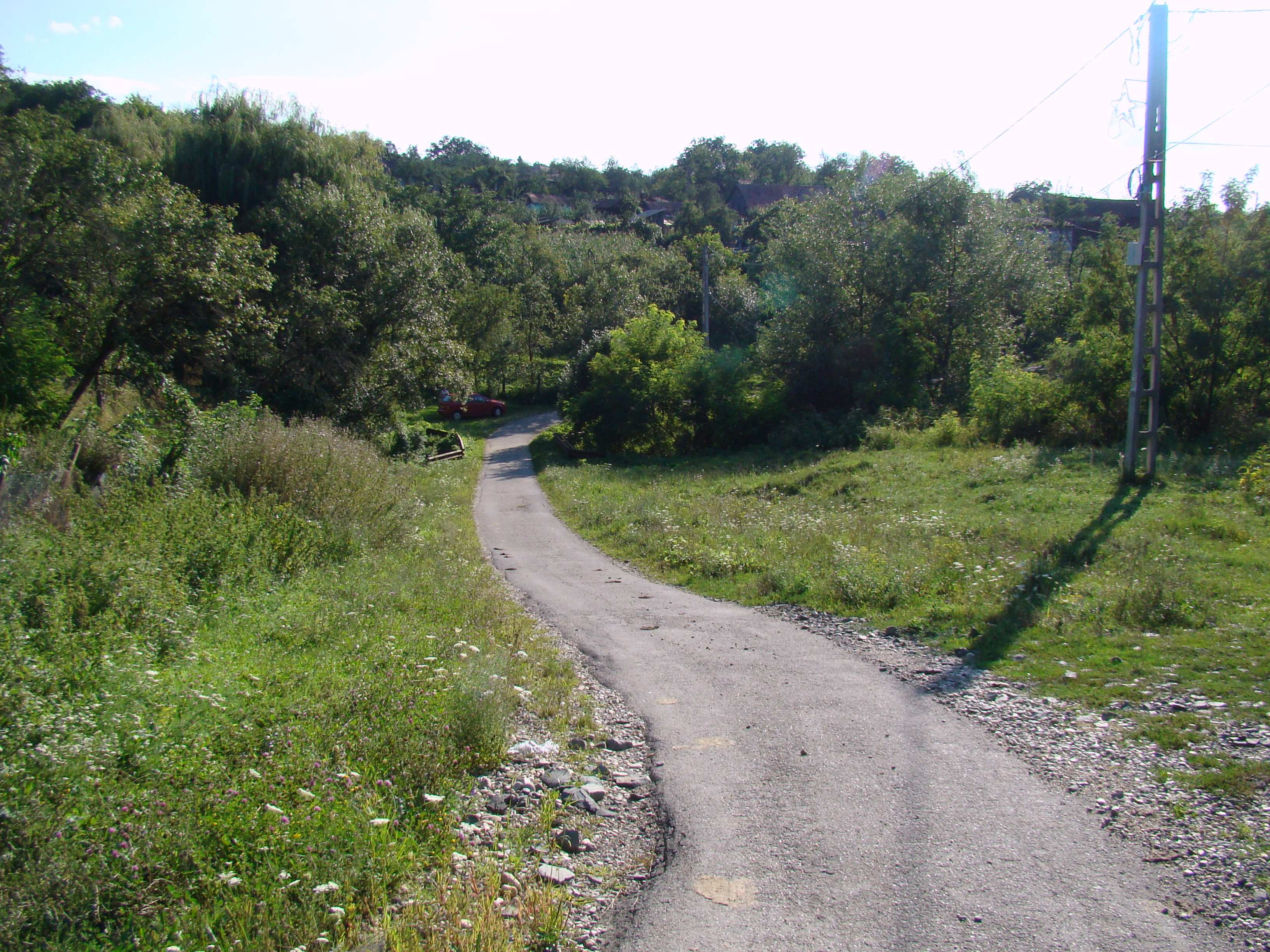
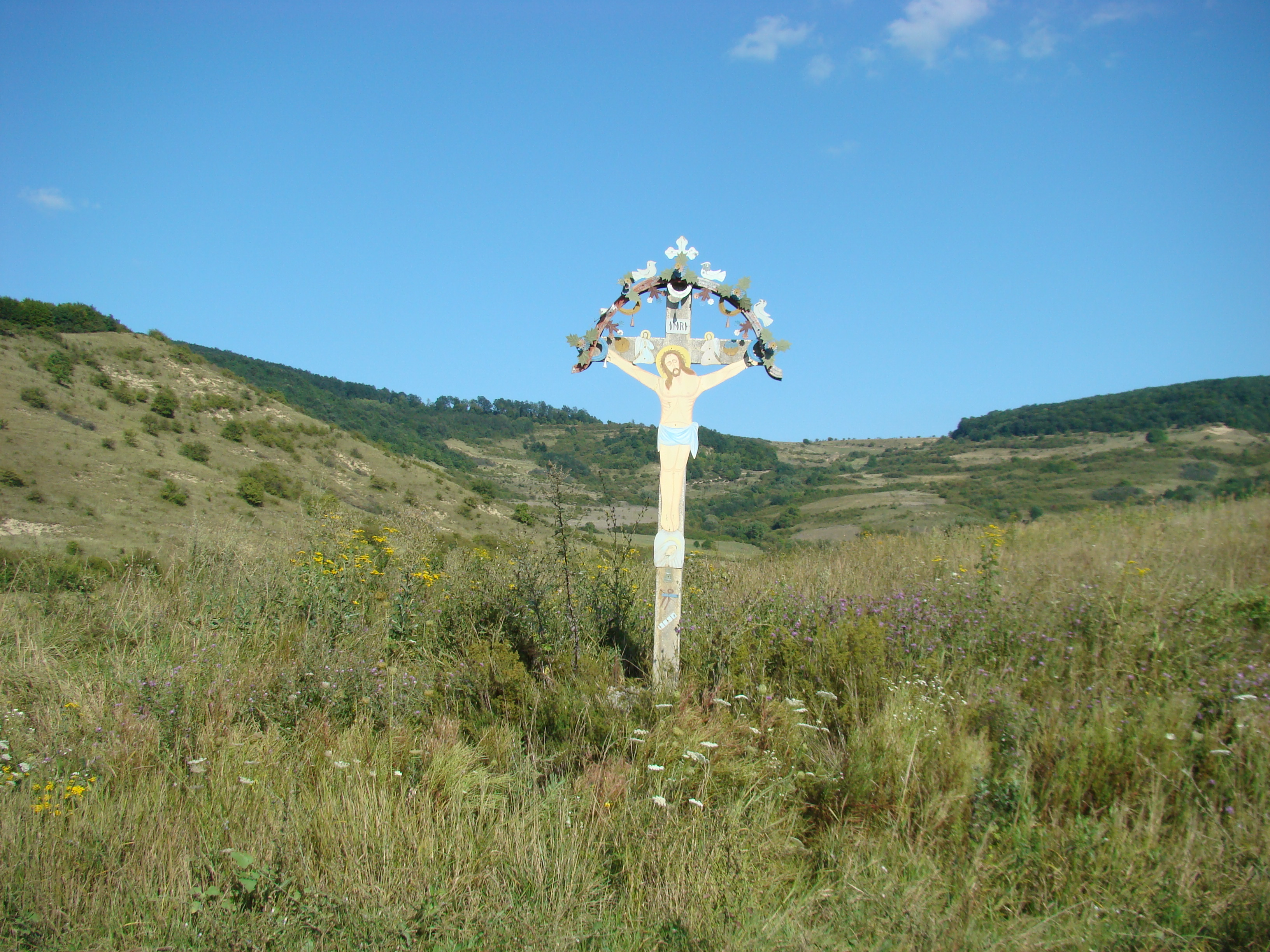
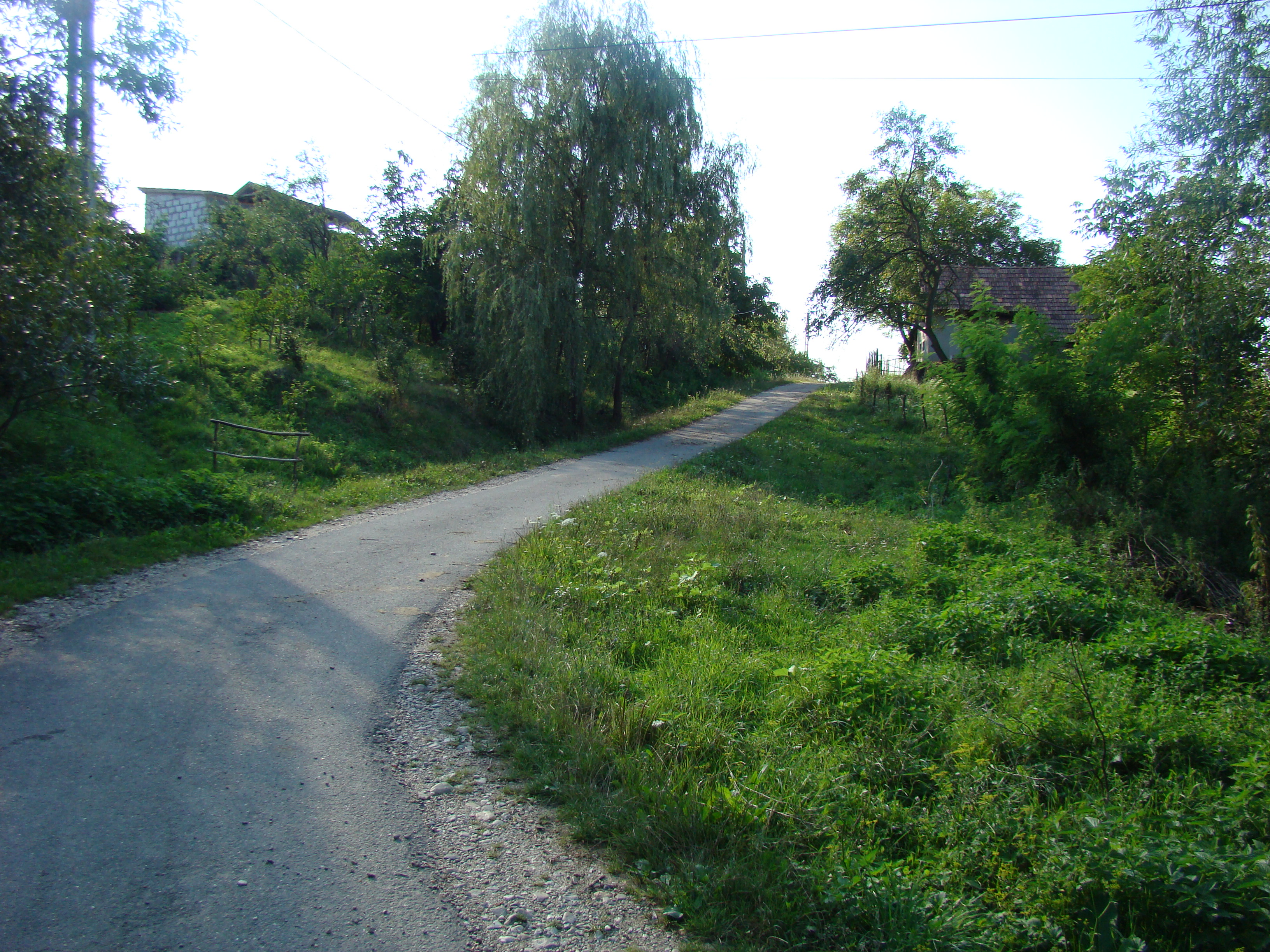